# Огильви, Александр Александрович
Александр Александрович Огильви (23 апреля 1765, Эдинбург — 25 марта 1847, Санкт-Петербург) — русский адмирал.

## Биография
Александр Огильви родился 23 апреля 1765 года в древней шотландской семье.
С 1781 года служил в английском флоте. 1 января 1783 года из британского флота принят на русскую службу с назначением в Астраханский порт. 1 января 1784 года произведен в чин лейтенанта. В 1787 году командуя ботом № 1 производил опись Туркменского берега, после чего был переведен в Санкт-Петербургский порт.
В кампанию 1788 года на корабле «Всеслав» под флагом контр-адмирала Т. Г. Козлянинова участвовал 6 июля в Гогландском сражении. В следующем году, командуя купленным в феврале в Англии 18-пушечным бригом «Нептун» участвовал 21—23 июня в составе отряда под командованием капитана второго ранга Н. И. Шешукова в сражении со шведской гребной флотилией у Паркалаута, а 7 сентября командуя гребным фрегатом «Св. Марк» в составе отряда под командованием капитана первого ранга Джеймса Тревенена, дрался со шведами в Барезунском проходе. 1 января 1790 года был произведён в чин капитан-лейтенанта и 29 мая «за мужественные подвиги, оказанные в морских сражениях со шведским флотом» награждён орденом Святого Георгия 4-й степени. На корабле «Св. Пантелеймон» под командованием капитана второго ранга И. И. Лотырева участвовал в Красногорском и 22 июня в Выборгском сражениях, за что был награждён золотой шпагой с надписью «За храбрость» и назначен командиром трофейного 36-пушечного фрегата «Ярославец».
В следующем году, после обострения русско-британских отношений был переведен на Черноморский флот, но уже спустя год был возвращен обратно в Кронштадт. В июне—августе 1796 года командуя транспортом «Минерва» в составе транспортной флотилии перешел из Ревеля в Ширнесс, доставив на суда эскадры вице-адмирала П. И. Ханыкова, продовольствие и материалы и 7 октября вернулся в Ревель. В 1797 году командовал 40-пушечным фрегатом «Рига». Командуя транспортом «Минерва» с десантом в 123 солдата и офицера в составе эскадры под командованием контр-адмирала П. В. Чичагова вышел из Ревеля, прибыл 3 сентября 1799 года к голландским берегам и 5—8 сентября участвовал в высадке десанта на остров Тексель. Из-за ненадежности корпуса транспорт был оставлен в Англии. В октябре того же года перешел на Блекстекский рейд и присоединился к эскадре вице-адмирала М. К. Макарова и в июне—июле 1800 года перешел из Портсмута в Кронштадт.
14 марта 1801 года произведен в чин капитана второго ранга, а 9 января 1803 года — в чин капитана первого ранга. В кампанию 1804 года, командуя 66-пушечным кораблем «Принц Карл» в составе эскадры под командованием вице-адмирала Р. В. Кроуна крейсировал с 20 июля по 1 августа у острова Борнгольма, 22 августа вернулся в Кронштадт. В компанию 1805 года, командуя тем же кораблем в составе эскадры под командованием адмирала Е. Е. Тета участвовал в переброске экспедиционного корпуса под командованием генерал-лейтенанта графа П. А. Толстого в шведскую Померанию.
После заключения Тильзитского мира и начала русско-английской войны был сослан в Москву. 14 марта 1812 года Высочайшим указом возвращен из ссылки и 1 сентября произведен в чин капитан-командора со старшинством с 28 марта 1808 года.
Во время Отчечественной войны 1812 года командуя 88-пушечным кораблем «Смелый» участвовал высадке союзного русско-шведского корпуса на немецкое побережье Балтийского моря, а 1813—1814 годах в крейсерстве русской эскадры в Северном море и в проливе Ла-Манш, в блокаде французского флота под Флессингеном и в десантной вылазке на голландский берег. 19 февраля 1814 года произведен в чин контр-адмирала и в том же году участвовал в перевозке гвардейского корпуса из Франции на родину.
По возвращении, назначен командиром 3-й флотской бригады. В 1817 году со своей дивизией перевозил десантные войска из Кале в Кронштадт. 15 марта 1819 года «за 35-летнюю беспорочную службу от вступления в обер-офицерский чин» награждён орденом Св. Владимира IV степени и в том же году пожалован орденом Св. Анны 1-й степени.
30 августа 1824 года произведен в чин вице-адмирала. 26 марта 1827 года назначен командиром 4-й бригады Балтийских флотских экипажей, а 14 марта 1828 года начальником 3-й флотской дивизии. В том же году награждён знаком отличия «XLV лет беспорочной службы». 21 апреля 1830 года назначен инспектором Балтийских ластовых экипажей. 7 ноября 1832 года «в воздаяние ревностной и усердной службы» пожалован императорской короной к ордену Святой Анны и в то же время награждён знаком отличия «L лет беспорочной службы». 11 апреля 1836 года назначен членом Адмиралтейств-совета, а 17 апреля следующего года награждён орденом Белого орла. В 1839 году получил знак отличия беспорочной службы за LV лет; 16 апреля 1841 года произведён в чин адмирала, а спустя два года вышел в отставку.
Умер 25 марта (6 апреля) 1847 года в Санкт-Петербурге и был похоронен на Смоленском евангелическом кладбище.

## Семья
Был женат на Анастасии Александровне Стурм (12.12.1780—09.07.1831, Санкт-Петербург). Их дети:
- Александр (12.11.1805—?) — лейтенант флота; с женой Натальей Михайловной (урожд. Михайлова) имел девять детей
- Анна (1811 — после 1847) — в первом браке, с Константином Александровичем Полторацким, 1 июля 1833 года родила дочь Анастасию; во второй браке,  с писателем К. П. Масальским, родились Варвара (14.01.1840—?), Вениамин (15.06.1842 — 1900) и Николай (1845 — 1.01.1921).
- Егор (23.04.1817 — 1871) — контр-адмирал с 28.12.1870.

Потомство Александра Александровича внесено во II часть родословной книги Санкт-Петербургской и Тверской губерний.